# Iso Maisaari
Iso Maisaari ou Maisaari est une île de l'archipel finlandais à Naantali en Finlande.

## Géographie
Iso Maisaari est à environ 25 kilomètres au sud-ouest de Turku, elle est allongée dans le sens ouest-est et sa largeur moyenne est de 500 mètres.
La superficie de Iso Maisaari est de 1,9 kilomètre carré et sa plus grande longueur est de 4,1 kilomètres dans la direction est-ouest.
L'île s'élève à environ 35 mètres d'altitude,.
Iso Maisaari est rocheuse et boisée, mais ses zones les plus basses sont des prairies.
Aucune route n'a été construite sur l'île, des allées et des chemins relient les parties de l'île  les unes aux autres.
Iso Maisaari est une île de loisirs de la ville de Turku.
Iso Maisaari est une ancienne ferme de l'archipel de Rymättylä.
L'île est une destination populaire pour les voyages scolaires.
Dans le bâtiment principal, il y a des logements pouvant accueillir jusqu'à 30 personnes.
À Iso Maisaari, il est possible de jouer au beach volley, de faire du barbecue et d'aller au sauna.
Il y a des cabines pour se changer, des toilettes et un sauna sur la plage.

## Transports
Iso Maisaari est desservie par le traversier M/S Isla de la compagnie Kuljetus-Savolainen Oy à partir de  Haapala à Rymättylä.

### Articlesconnexes
- Liste d'îles de Finlande